# Ypsolopha semitessella
Ypsolopha semitessella là một loài bướm đêm thuộc họ Ypsolophidae. Loài này có ở Croatia và Macedonia.